# Сражение при Драчевица
Сражението край Драчевица е сражение между чети на Вътрешната македонска революционна организация и сръбски войски от 6 август 1925 година.
Две от четите на ВМРО навлизат съвместно в Македония през лятото на 1925 година. Това са тази на Петър Станчев, която има за определен район Велешко, и насочилата се към Прилепско чета на Петър Костов – Пашата. В Тиквешко четите са разкрити и на 6 август 1925 година дават тежко сражение на сръбските части, в което загиват двамата войводи и 14 четници. Това са  Камен Андреев, Сандо Димитров, Иван Карпаров, Тодор Кушев, Димитър Лазаров, Славчо П. Матов, Христо Петров, Арсо Илиев и Асен Рупчин от Велешката чета и Трайко Димитров, Кирил Иванов, Трайчо Стоянов, Вълкан Милев и Кирил Тодоров от Прилепската чета.
Сърбите използват жени, деца и мирни селяни от Бегнище за жив щит, което отклонява вниманието на четниците и в резултат те са разбити. Сърбите дават до 20 души убити и десетки ранени.